# Orzysz
Orzysz (Duits: Arys) is een stad in het Poolse woiwodschap Ermland-Mazurië, gelegen in de powiat Piski. De oppervlakte bedraagt 8,16 km², het inwonertal 5520 (2020).

## Geschiedenis
Toen in 1867 het waterpeil van het Meer van Arys verlaagd werd, kwamen de resten van een nederzetting tevoorschijn die door experts als vroege bronstijd- en ijzertijd, dus van 1000 tot 300 voor Christus, gedateerd werd. De in het jaar tweehonderd na Christus levende geograaf Claudius Ptolemeus noemt de "Galindae“ (Γαλίνδαι) als bewoners van deze streek, een van de stammen van de Pruisen. De archeologe Gaerte neemt aan, dat een groot deel van de Galinders met de Goten meetrok en dat dit dunbevolkte gebied langzaam aan vredelievend door de Masowiers werd bevolkt, wat ertoe leidde dat de Galindens ten slotte Masoeren werden. Na de verovering door de Duitse Orde begon de vestiging van de Duitsers hier. Westelijk van het Meer van Arys ontstond de plaats Neudorf, die Konrad von Erlichshausen de oppermeester van de Duitse Orde, in 1443 bijzondere rechten verleende. Volgens de overlevering is Lorenz Polun de stichter van de plaats. In 1507 werd de plaats voor het eerst in een akte vermeld. In die tijd viel het onder de ambtsperiode van de commandant van de Rijn, die in Arys een grote boerderij van de Duitse orde met nederzetting opbouwde, waartoe twee molens en meerdere schepen alsmede kranen behoorden. Een van die molens heeft tot 1861 gewerkt. Ook de kerk van Arys werd onder het bewind van de commandant van de Rijn gesticht; in welke tot 1702 alleen in de taal Masoerisch werd gepreekt.
Na de in 1525 gedane omzetting van de geestelijke Duitse Orde in een wereldlijke en haar omvorming tot het hertogdom Pruisen werd ook de boerderij omgevormd tot een bestuurscentrum en werd tevens de eerste school gesticht. Arys viel toen onder het hoofdkantoor Rijn, waarvan uit dat archief blijkt, dat in Arys al eind 16e eeuw een Kammerkantoor bestond, dat daarmee tot de oudste in de later zo genoemde Masoeren behoorde. Tijdens de Tatareninval werd de plaats in 1656 in brand gestoken. De jaren van de pestepidemie 1709 tot in 1711 decimeerde het aantal inwoners verder. Begunstigt door de situatie aan de belangrijke handelsstraat naar Warschau kon Arys zich echter van deze catastrophen herstellen, zodat aan de plaats op 3 maart 1725 door de Pruisische koning Friedrich Wilhelm I het stadsrecht verleend werd. Met haar krap 1.000 inwoners was Arys de kleinste stad in het Masoerische gebied. Gedurende de Zevenjarige oorlog (1756–1763) was Arys vier jaar lang door het Russische leger bezet. Aansluitend werd in de stad een garnizoen van het Pruisische leger gestationeerd. Gedurende de Ruslandveldtocht van Napoleon I waren in januari en februari 1807 16.000 Russische soldaten in de stad ondergebracht, die voor de stationeringskosten zelf moest opdraaien. In juli 1807 verlangden Franse troepen grote hoeveelheden levensmiddelen en linnen van de stad. Dat alles herhaalde zich in het jaar 1812. Een stadsbrand in 1826 bracht nogmaals nood en ellende in de stad, 700 inwoners verloren alles, meer dan 200 inwoners verlieten hun stad, zodat er daarna nog maar 900 mensen in Arys woonden.
Door de Pruisische bestuurshervormingen hoorde Arys vanaf 1818 tot de regio Johannisburg in het regeringsdistrict Gumbinnen. Vanaf 1905 tot in 1945 viel het onder het regeringsdistrict Allenstein in de provincie Oostpruisen van het Duitse Rijk.
De noodlottige jaren van de vroege 19e eeuw lieten lange tijd hun sporen na in Arys. De nog resterende inwoners kwamen moeizaam rond van de landbouw, visserij alsmede van weven en leerlooien. Hulp kregen de boeren, toen men in de jaren 1861 en 1867 het Meer van Arys met twee meter verlaagd werd en daarmee 3.000 hectare weide erbij kwam. De tegelijkertijd versnelde aanleg van nieuwe lanen versterkte ook de handel. De grootste economische impuls gaf echter de aanleg van de oefenterreinen voor het leger in Arys in het jaar 1891.
In 1890 had Arys 1.324 inwoners, een postkantoor, een telegraafstation, een weverij en landbouw. Relatief laat werd Arys aan het spoorwegennet aangesloten. Pas in 1905 werd het traject naar de regiostad Johannisburg geopend, een jaar later was de verbinding naar Lötzen klaar, in 1915 kwam het traject Sensburg–Lyck daarbij. Ofschoon de stad daardoor tot een spoorwegknooppunt was geworden, kwam dit niet ten goede aan de economie hier.
De Eerste Wereldoorlog had catastrophale gevolgen voor de stad. Ze werd van 21 augustus tot in 8 september 1914 door Russische troepen bezet, er werd door hen geplunderd en gebrandschat, 10 inwoners werden afgevoerd. Op 7 en 8 september 1914 werd de stad door Duitse troepen in de slag van Arys (Deel van de slag aan de Masoerische Meren) teruggewonnen. Van 10 november 1914 tot in 12 februari 1915 bezetten Russische Troepen weer de stad. Pas in de winterveldslag bij de Masoeren konden Pruisische troepen de stad definitief terugveroveren. Dankzij de door de Rijksregering in het leven geroepen Oost-Pruisenhulp, werden de belangrijke vernielingen nog in de loop van de oorlog opgeruimd. Daarbij fungeerde de Pruisische provincie Sachsen als donor. Op grond van de bepalingen van het Verdrag van Versailles stemde de bevolking in de kiesregio Allenstein, waartoe Arys hoorde, op 11 juli 1920 over de blijvende eenheid met Oost-Pruisen (en daarmee het blijven in Duitsland) of over de aansluiting bij Polen. In Arys stemden 1.480 inwoners voor het blijven in Oost-Pruisen, op de keuze voor Polen vielen geen stemmen. Uit de aan Polen verloren West-Pruisische gebieden trokken talrijke personen naar Oost-Pruisen, zodat het inwonertal in Arys van 2.201 in het jaar 1910 naar 2.848 inwoners in 1924 steeg. Tot nog een stijging van de bevolkingsaantal kwam het toen vanaf 1933 het oefenterrein van het leger met 20.000 hectare uitgebreid werd. In 1939 woonden 3.553 personen in de stad.
Tegen het einde van de Tweede wereldoorlog viel Arys op 23 januari 1945 onbeschadigd in handen van het Rode Leger, waarvan de soldaten vervolgens 40 huizen afbranden. In augustus 1945 werd de stad als onderdeel van de Conferentie van Potsdam tesammen met de zuidelijke helft van Oost-Pruisen onder Pools beheer gesteld. De achtergebleven Duitse bevolking werd in 1946 naar het westen gedeporteerd en nieuwe Poolse kolonisten en Poolse daklozen werden er ondergebracht.
Tijdens de Tweede Wereldoorlog bezocht Anton Mussert (NSB) het Vrijwilligerslegioen Nederland dat het kazerneterrein van Arys als oefenplaats gebruikte. Het kazerneterrein was in Duitsland niet populair vanwege de afgelegen ligging. Na de oorlog richtte de geheime dienst van de Sovjet-Unie, de NKVD, op het kazerneterrein een interneringskamp in. Tegenwoordig wordt het terrein nog steeds als militair oefenterrein gebruikt.

## Verkeer en vervoer
- Station Orzysz

## Geboren in Arys / Orzysz
- Kurt Sanderling (1912-2011), Duits dirigent